# Phare Prasoúda
Le phare Prasoúda est situé sur l'île Prasoúda, au nord-est de Kymi, ville d'Eubée en Grèce. Il est achevé en 1892.

## Caractéristiques
Le phare est une tour cylindrique, rattachée à la maison du gardien, dont la lanterne est de couleur blanche et le dôme de celle-ci est de couleur verte. Il s'élève à 42 mètres au-dessus de la mer Égée. Il délimite le contournement d'un grand cap de l'île d'Eubée.

## Codes internationaux
- ARLHS[1] : GRE-112
- NGA : 16432
- Admiralty[2] : E 4453

## Source
(en) [PDF] List of lights radio aids and fog signals - 2011 - The west coasts of Europe and Africa, the mediterranean sea, black sea an Azovskoye more (sea of Azov) (la liste des phares de l'Europe, selon la National Geospatial - Intelligence Agency)- Version 2011 - National Geospatial - Intelligence Agency